# Det stjaalne Ansigt
|  | Denne artikel er oprettet af botten PalnaBot ud fra en ekstern database. Den kan derfor have sproglige fejl eller mangler. Denne skabelon kan fjernes efter kontrol af indholdet. |

Det stjaalne Ansigt er en film instrueret af Holger-Madsen efter manuskript af Marius Wulff.

## Handling
En mand (røver?) sniger sig hen imod kameraet. En soldat og en tjenestepige kysser hinanden foran en port. De ser nogen komme og gemmer sig i porten. Manden fra før kommer forbi, og de følger en scene fra et klippeparti, hvor manden fra før og en kvinde forfølges af en ung pige, der skyder efter dem med en revolver. De sidste scener vises en mand, der kravler ind i en stue gennem et vindue. Denne scene gentages. Muligvis fraklip og retakes. Filmen er meget smukt fotograferet og smukt tintet. Den er næsten for mørk til billedudtagning. Poul Malmkjær 22/05/1958. Filmen, der bar titlen "Brudstykke af en Kriminalfilm" er senere 25/06/1958 blevet identificeret til scener fra "Det stjaalne Ansigt".